# Reubicación IV
La Reubicación IV es un torneo que se juega en la segunda mitad del año con los equipos del Grupo IV que no hayan clasificado a la Reubicación III

## Sistema de competición
Los 14 clubes que quedaron para esta etapa se enfrentan en una única zona en formato de todos contra todos. Al finalizar esta ronda los 10 mejores clasifican a los playoffs de la Reubicación IV junto a los 6 últimos equipos de la Reubicación III, mientras que los últimos 6, jugarán la Zona desarrollo del Grupo IV. Al ser este torneo el último nivel de la URBA, no hay ningún tipo de descensos.
El formato de los playoffs es de eliminación directa comenzando desde los octavos de final. Los 2 finalistas de este torneo ascenderán y/o se mantendrán en el Grupo III.
- Datos: Q6106868